# Dekanat solecznicki
Dekanat solecznicki (lit. Šalčininkų dekanatas) – rzymskokatolicki dekanat archidiecezji wileńskiej. W jego skład wchodzi 11 parafii.

## Lista parafii
| Lp | Miejscowość / parafia                                           | Proboszcz / administrator | Kościół                                                             | Zdjęcie |
| -- | --------------------------------------------------------------- | ------------------------- | ------------------------------------------------------------------- | ------- |
| 1  | Butrymańce Parafia św. Michała Archanioła                       |                           | Kościół św. Michała Archanioła w Butrymańcach                       |         |
| 2  | Dziewieniszki Parafia Matki Bożej Różańcowej                    |                           | Kościół Matki Bożej Różańcowej w Dziewieniszkach                    |         |
| 3  | Ejszyszki Parafia Wniebowstąpienia Pańskiego                    | ks. Tadeusz Matulianec    | Kościół Wniebowstąpienia Pańskiego w Ejszyszkach                    |         |
|    |                                                                 |                           | kaplica szpitalna w Ejszyszkach                                     |         |
|    | Dajnowa                                                         |                           | kaplica w Dajnowej                                                  |         |
|    | Montwiliszki                                                    |                           | kaplica w Montwiliszkach                                            |         |
| 4  | Jaszuny Parafia św. Anny                                        |                           | Kościół św. Anny w Jaszunach                                        |         |
| 5  | Narwiliszki Parafia Najświętszej Maryi Panny Matki Miłosierdzia |                           | Kościół Najświętszej Maryi Panny Matki Miłosierdzia w Narwiliszkach |         |
| 6  | Podborze Parafia Wniebowzięcia Najświętszej Maryi Panny         |                           | Kościół Wniebowzięcia Najświętszej Maryi Panny w Podborzu           |         |
|    | Tetiańce                                                        |                           | Kaplica w Tetiańcach                                                |         |
| 7  | Rudniki Parafia Trójcy Przenajświętszej                         |                           | Kościół Trójcy Przenajświętszej w Rudnikach                         |         |
| 8  | Soleczniki Małe Parafia św. Jerzego                             |                           | Kościół św. Jerzego w Solecznikach Małych                           |         |
|    | Sangiełowszczyzna                                               |                           | Kaplica w Sangiełowszczyźnie                                        |         |
| 9  | Soleczniki Parafia św. Piotra Apostoła                          | ks. Wacław Wołodkowicz    | Kościół św. Piotra Apostoła w Solecznikach                          |         |
|    |                                                                 |                           | Kaplica szpitalna w Solecznikach                                    |         |
|    | Czużekompie                                                     |                           | kaplica w domu opieki w Czużekompie                                 |         |
| 10 | Taboryszki Parafia św. Michała Archanioła                       |                           | Kościół św. Michała Archanioła w Taboryszkach                       |         |
| 11 | Turgiele Parafia Wniebowzięcia Najświętszej Maryi Panny         |                           | Kościół Wniebowzięcia Najświętszej Maryi Panny w Turgielach         |         |
|    | Kamionka                                                        |                           | Kościół św. Teresy od Dzieciątka Jezus w Kamionce                   |         |
|    | Stara Wieś                                                      |                           | Kaplica w Starej Wsi                                                |         |